# Dusa McDuff
Margaret Dusa Waddington, amb nom de casada Dusa McDuff (Londres, 18 d'octubre de 1945) és una matemàtica britànica que treballa en geometria simplèctica. Va ser la guanyadora del primer Premi Satter l'any 1991, i és també membre de la Royal Society. 

## Educació i joventut
El seu pare va ser el biòleg Conrad Hal Waddington i la seva mare l'arquitecta escocesa Margaret Justin Blanco White, segona esposa de Hal (filla, al seu torn, de la destacada feminista i escriptora Amber Reeves). La germana de McDuff és l'antropòloga Caroline Humphrey, i té un germanastre gran, C. Jake Waddington del primer matrimoni del seu pare.

Malgrat haver nascut a Londres, McDuff va créixer a Escòcia, on el seu pare va ser catedràtic de Genètica a la Universitat d'Edimburg. Es va educar a l'escola femenina St. George d'Edimburg i, malgrat que l'estàndard era més baix que a les escoles masculines, The Edinburg Academy, McDuff va tenir un professor de matemàtiques excepcional. Escriu: 
Sempre vaig voler ser matemàtica (si exceptuem quan amb onze anys vaig voler ser grangera), i vaig suposar que hauria de fer una carrera, però no tenia ni idea de com arribar a ser-ho: no em vaig adonar que les decisions que una pren sobre la seva educació fossin importants i no tenia ni idea que podria experimentar dificultats i conflictes reals per reconciliar les exigències d'una carrera amb la meva vida com a dona.
Va renunciar a una beca a la Universitat de Cambridge per quedar-se amb el seu nòvio a Escòcia, i es va matricular a la Universitat d'Edimburg. Va obtenir la llicenciatura l'any 1967 i es va matricular finalment en un doctorat en el Girton College de Cambridge. Allí, sota la tutoria del matemàtic George A. Reid, McDuff va treballar en problemes d'anàlisi funcional. Va solucionar un problema sobre l'àlgebra de von Neumann, construint infinitament molts factors diferents de tipus II1, i va publicar el treball als Annals de Matemàtiques.

Després de completar el doctorat l'any 1971, McDuff va obtenir una beca postdoctoral de dos anys en el Science Research Council a Cambridge. Juntament amb el seu marit (el traductor literari David McDuff), McDuff va fer una estada de sis mesos a Moscou. El seu marit estudiava el poeta simbolista rus Innokenti Ànnenski i Dusa no tenia cap pla concret, però malgrat tot la seva visita va resultar de gran profit des del punt de vista de la seva formació matemàtica. Allí, a Moscou, va conèixer Izraïl Gelfand que li va donar una apreciació més profunda de les matemàtiques. McDuff va escriure més tard: 
[La meva col·laboració amb ell]... no va ser planificada: es va donar que va ser l'únic nom que se'm va ocórrer quan vaig haver d'emplenar un imprès a l'oficina Inotdel. El primer que Gelfand em va dir va ser que era molt més interessant el que el meu marit estava estudiant, el poeta simbolista rus Innokenti Ànnenski que no pas el que jo havia descobert sobre els factors de tipus II1, però llavors va procedir a obrir els meus ulls al món de matemàtiques. Va ser una formació meravellosa, en la qual la lectura de Puixkin, Mozart i Salieri van tenir un paper tan important com aprendre sobre els grups de Lie o llegi Cartan i Eilenberg. Gelfand em sorprenia parlant de les matemàtiques com si fossin poesia. Ell una vegada em va dir sobre un llarg article estarrufat de fórmules que contenia vagament els principis d'una idea de la qual ell només havia aconseguit donar una idea i sobre la qual mai hagués aconseguit exposar-la de forma més clara. A força de ser sincers, sempre havia pensat de les matemàtiques: una fórmula és una fórmula, i una àlgebra és una àlgebra, però Gelfand va trobar eriçons amb tan sols mirar en les seqüències espectrals!
En tornar a Cambridge, McDuff va començar a assistir a les classes de topologia de Frank Adams i de seguida va obtenir una invitació per ensenyar a la Universitat de York. En aquells dies, l'any 1975, es va separar del seu primer marit. A York, bàsicament va realitzar un segon doctorat mentre treballava amb Graeme Segal. En aquest temps es va obrir per a ella una plaça, reservada per a dones matemàtiques visitants, en el MIT. La seva carrera com a matemàtica va començar a agafar força després de la seva estada en el MIT i molt ràpidament va ser acceptada a l'Institut per a Estudis Avançats de Princeton on va treballar amb Segal en el teorema de compleción d'Atiyah-Segal. Ella va tornar llavors a Anglaterra on li van donar un lloc a la Universitat de Warwick.
Va ser llavors que va conèixer el matemàtic John Milnor que en aquells dies tenia una plaça a la Universitat de Princenton. Per viure més a prop d'ell va acceptar una plaça d'ajudant a la Universitat de Stony Brook. Llavors, com a matemàtica independent, va començar a treballar en la relació entre difeomorfismes i l'espai de classificació per a foliacions.
Des de llavors ha seguit treballant en la topologia simplèctica. En la primavera de 1985, McDuff va assistir a l'Institut des Hautes Études Scientifiques de París per estudiar el treball de Mikhaïl Grómov sobre mètodes el·líptics. Des del 2007, ha ostentat la càtedra Helen Lyttle Kimmel al Barnard College.
McDuff està casada amb el medallista Fileds, guanyador del Wolf Prize i laureat amb el Premi Abel John Milnor, un matemàtic de la Universitat de Stony Brook.

## Treball i recerca
En els últims 30 anys, McDuff ha contribuït en el desenvolupament del camp de la geometria i la topologia simplèctica. Ella va proporcionar el primer exemple de formes simplèctiques en una varietat tancada, cohomòloga però no difeomòrfica, i també va classificar les quatre varietats simplèctiques racionals i reglades, labor que va completar François Lalonde. Més recentment, en part en col·laboració amb Susan Tolman, ha estudiat aplicacions de mètodes de topologia simplèctica a la teoria de les accions sobre els torus de Hamilton. També ha treballat en capacitats incloses en el·lipsoides simplèctics quatridimensionals amb Felix Schlenk, al que va proposar algunes interessants qüestions sobre la teoria dels nombres. També va assenyalar una connexió entre la combinatòria de les corbes J-holomòrfiques en l'enlairament del plànol projectat i els nombres que apareixen com a índexs en l'homologia inclosa de contacte. Amb Katrin Wehrheim, ha desafiat el rigor fundacional d'una prova clàssica en la geometria simpléctica.
Amb Dietmar Salamon va publicat dos llibres de text: Introduction to Symplectic Topology i J-Holomorphic Corbis and Symplectic Topology.

## Reconeixements
McDuff va obtenir el primer Premi Satter l'any 1991 pel seu treball en geometria simplèctica; és membre de la Royal Society (1994), Noether Lecturer (1998) i membre de la Acadèmia Nacional de Ciències dels Estats Units (1999). Va ser converenciant plenària l'any 1998 al Congrés Internacional de Matemàtics. L'any 2012 la van nomenar membre de la Societat Americana de Matemàtiques. L'any 1999 va ser la primera dona Hardy Lecturer, una distinció de la Societat Matemàtica de Londres. És també membre de l'Academia Europaea.